# Dobreni (okręg Teleorman)
Dobreni (wymowaⓘ) – wieś w Rumunii, w okręgu Teleorman, w gminie Tătărăștii de Sus. W 2011 roku liczyła 198 mieszkańców.